# Tsvetelina Penkova
Tsvetelina Marinova Penkova (en bulgare : Цветелина Маринова Пенкова), née le 19 février 1988 à Sofia, est une femme politique bulgare. Elle est députée européenne depuis 2019.

## Biographie

### Parlement européen
Elle est élue membre du Parlement européen en 2019 et réélue en 2024.
Le 9 décembre 2021, elle est élue deuxième vice président de la délégation permanente du Parlement européen à l'Assemblée parlementaire UE-Royaume-Uni (D-UK).